# Demon Seed
Demon Seed is een Amerikaanse sciencefictionfilm uit 1977.

## Rolverdeling
| Acteur         | Personage         |
| -------------- | ----------------- |
| Julie Christie | Susan Harris      |
| Fritz Weaver   | Alex Harris       |
| Gerrit Graham  | Walter Gabler     |
| Robert Vaughn  | Proteus IV (stem) |
| Lisa Lu        | Soon Yen          |
| Berry Kroeger  | Petrosian         |
| Davis Roberts  | Warner            |